# شتاپلبورگ
شتاپلبورگ (به آلمانی: Stapelburg) یک منطقهٔ مسکونی در آلمان است که در نوردهارتس واقع شده‌است. شتاپلبورگ ۱٬۳۹۱ نفر جمعیت دارد.